# Mokshû Patamû
 (mai 2022).
- Si vous ne connaissez pas le sujet, laissez ce bandeau (vous pouvez alors contacter les auteurs).
- Si vous supprimez le contenu mis en cause (vous pouvez préalablement contacter les auteurs),

argumentez précisément cette suppression dans la page de discussion
(un manque de référence n'est pas un argument ; une recherche réelle de référence doit avoir été effectuée, être formellement documentée).
Mokshû Patamû (Snakes and Ladders) est un jeu télévisé d'origine britannique présenté par Vincent Perrot du 30 juin 1997 au 14 novembre 1997 sur TF1.

## Origines
Mokshû Patamû est un jeu télévisé adapté du concept britannique Snakes and Ladders, créé par John Heyman et Rupert Hitzig pour World Productions (en). Le pilote a été tourné à destination du marché américain, britannique et européen en août 1996 et présenté par Bradley Walsh.

## Historique
Le jeu a remplacé L'Or à l'appel à partir du 30 juin 1997 dans la case 19H-20H sur TF1. Forte de son succès estival, l'émission fut reconduite à la rentrée de septembre dans une version écourtée et déplacée sur la case 18H25-19H. La chute des audiences a entraîné la disparition de ce jeu le 14 Novembre 1997.

## Principe
« Une légende indienne raconte que l'on récompensait les âmes vertueuses en leur faisant gravir des échelles alors que de nombreux et redoutables serpents attendaient les âmes pleines de vices. »
Le jeu reposait sur un gigantesque décor, plateau de jeu de Serpents et échelles (Moksha-patamu) à taille humaine, composé de 100 cases, dont certaines pouvaient faire avancer le candidat plus vite (grâce à un tapis roulant, une échelle ou un ascenseur par exemple) ou au contraire le faire reculer de plusieurs cases, voire de plusieurs étages. En effet, certaines cases faisaient apparaître une gueule de serpent qui faisait descendre le candidat via un système de toboggan.
Le jeu opposait trois équipes de deux candidats : le premier répondait à des questions de culture générale posées par l'animateur afin de faire progresser le second de case en case.  Le but du jeu était de parvenir à la case 100 en premier afin de gagner la somme de 50 000 francs (7 622 €).

### Déroulement
En début de jeu, 10 duos sélectionnés par casting se rassemblent devant le public, derrière des pupitres numérotés, et une lumière qui se déplace le long de ces pupitres tire au sort les trois duos sélectionnés. Le procédé se répète dès qu'un duo doit se faire remplacer.
Le jeu se déroulait en 4 manches (ou Mokshûs) puis d'une course à la victoire. Les candidats aux pupitres devaient répondre correctement à des questions de rapidité pour faire avancer leur coéquipier à l'aide d'un dé électronique arrêté par le bouton-poussoir.
Une bonne réponse rapportait 200 francs, tandis qu'une mauvaise réponse vaut une croix. Si un duo récolte trois croix, il est éliminé et part avec ses gains, puis est remplacé par un autre duo qui doit démarrer de zéro.
Certaines cases spéciales ont un fonctionnement particulier.
Lors des 4 premières manches, les candidats doivent atteindre exactement 100 pour décrocher les 50 000 francs. La fin des manches est indiquée par une clochette.

#### 1erMokshû
Cette manche n'a aucune particularité, le jeu se déroule comme indiqué.

#### 2eMokshû
En cas de bonne réponse du candidat au pupitre et si le résultat du dé n'amène pas à un serpent, le candidat sur la structure peut choisir de répondre à une deuxième question pour 200 francs supplémentaires ainsi qu'un nouveau « lancer » de dé pour avancer davantage. Toutefois, en cas d'erreur, le duo récolte une croix. Ainsi, un candidat dont l'équipe a 2 croix n'a pas intérêt à tenter une question, au risque de se faire éliminer.

#### 3eMokshû
De même que pour le 2e Mokshû, le candidat dans la structure peut choisir de répondre à une question supplémentaire. Toutefois, s'il répond correctement à cette deuxième question et que cette bonne réponse n'amène pas à un serpent, le candidat au pupitre doit (il ne peut refuser) répondre à une troisième question pour 200 francs et une nouvelle progression. Là encore, en cas d'erreur, le duo récolte une croix.

#### 4eMokshû
Ici, le jeu est simplifié : les cases spéciales disparaissent toutes (sauf la case magique qui apparaît, voir plus bas). Les croix sont supprimées, ce qui permet aux candidats de se tromper sans risque.
Par ailleurs, dans cette manche, il est très intéressant de répondre correctement. En effet, un candidat qui répond correctement prend la main et est seul à jouer jusqu'à ce qu'il se trompe ou envoie son partenaire dans la gueule d'un serpent. Dès lors, le jeu reprend son cours normal jusqu'à ce qu'un candidat reprenne la main.
À l'issue de cette manche, le duo dont le candidat est le plus haut dans la structure est le vainqueur du jour et tente la course à la victoire. Chaque duo repart avec ses gains.

#### La course à la victoire
Dans cette dernière manche, le duo vainqueur dispose d'une minute (60 secondes) pour atteindre ou dépasser la case 100 (il n'est pas nécessaire de faire le nombre juste, ici). Comme auparavant, le présentateur pose des questions au candidat au pupitre, qui appuie sur le bouton-poussoir pour arrêter le dé et faire progresser son coéquipier.
Les serpents et les échelles sont toujours en fonctionnement, ce qui peut accélérer ou ralentir fortement la prise du jackpot. Les 50 000 francs se cumulent avec tous les gains accumulés au cours de la partie.

## Cases

### Couleurs des cases
- Blanc : Nombres pairs (2 à 100)
- Noir : Nombres impairs (1 à 99)

### Cases normales
Pas de cases spéciales, le candidat avance avec de plusieurs cases.

### Cases spéciales
Certaines cases ont un fonctionnement particulier, et peuvent permettre aux candidats d'avancer plus vite ou de les ralentir.
Échelles et escaliers : Permettent aux candidats de progresser plus rapidement dans la structure. Il en existe 13 (en cases 4, 7, 11, 15, 24, 34, 41, 46, 55, 57, 67, 71 et 75).  À noter que la case 55 est l'intersection de 2 échelles, l'une partant de 46, l'autre allant en 66. Ainsi, un candidat arrivant en 46 prendra 2 échelles, de 46 à 55 (entre 54 et 56) puis de 55 à 66 (entre 65 et 67).
Ascenseurs : 2 d'entre eux (5 et 28) sont des ascenseurs manuels qui font progresser d'un étage en mettant la case en bas au niveau de la case de destination (16 et 33).  
Serpents : Font descendre les candidats. Il en existe 9 (20, 35, 50, 53, 65, 80, 83, 93 et 98). Enfin, le serpent en 98 est visible. Les autres serpents montrent leur gueule après que le sol de la case se rétracte. Toutefois, ces cases sont reconnaissables à leur mur rouge. ATTENTION ! En case 20, c'est un serpenteau (ascenseur rotatif autour d'un pivot en serpent) qui fait descendre le candidat en case 1 (à côté de la case 2) et en case 50, c'est un ascenseur qui fait descendre le candidat en case 31 (entre 30 et 32).
Roller : Le serpent de la case 80 est un chariot de montagnes russes qui fait descendre en case 40 (entre 39 et 41).
Case bonus : Le candidat en structure dispose de 3 essais pour rattraper un objet (un volant de badminton, un cerceau…), avec l'aide ou non d'un autre objet. S'il y parvient, son coéquipier au pupitre doit répondre à une question de liste (du type Citez un compositeur dont le nom commence par V) pour faire avancer son partenaire dans la structure. Une mauvaise réponse ne donne pas de croix, cependant. Cette case n'existe qu'en première manche.
Case musicale : Cette case intègre un élément sportif (tapis roulant, step…) et le candidat en structure doit compléter les paroles de 2 chansons (un mot demandé par chanson). Répondre correctement aux deux questions n'amène aucun bonus (ni argent, ni lancer de dé), sinon celui d'arrêter l'appareil sportif. Une mauvaise réponse vaut une croix, et le candidat subit alors l'appareil sportif jusqu'à ce que son coéquipier au pupitre donne une bonne réponse. Elles sont au nombre de 3 (9, 42 et 76) et elles sont symbolisés par le numéro bleu entouré d'un cercle.
Case défi : Elles sont symbolisées par le numéro bleu entouré d'un cercle et sont au nombre de 3 (9, 29 et 56). 
Case prison : Le candidat atterrissant en prison met ses mains dans un clap avec 2 trous pour les mains, et son coéquipier au pupitre n'a pas le droit de répondre pendant 2 questions. Elles sont au nombre de 2 (10 et 44) et également symbolisées par le numéro bleu entouré d'un cercle. Le clap visible est l'élément permettant de la différencier des cases musicales.
Case magique : Apparaissant à partir de la quatrième manche, elle est symbolisée par une étoile. Le candidat tombant sur cette case remporte un chèque de 10 000 francs.